# Campeonato Mundial de Natação em Piscina Curta de 2010 - 100 m medley feminino
A prova dos 100 metros nado medley feminino do Campeonato Mundial de Natação em Piscina Curta de 2010 foi disputado entre 16 e 17 de dezembro em Dubai nos Emirados Árabes Unidos.

## Recordes
Antes desta competição, os recordes mundiais e do campeonato nesta prova eram os seguintes:
|    | Nome                | Nacionalidade  | Tempo (segundo) | Local     | Data                   |
| -- | ------------------- | -------------- | --------------- | --------- | ---------------------- |
| WR | Hinkelien Schreuder | Países Baixos  | 57.74           | Berlim    | 15 de novembro de 2009 |
| CR | Jenny Thompson      | Estados Unidos | 59.30           | Hong Kong | 1 de abril de 1999     |

## Medalhistas
| Ouro                | Prata                | Bronze                    |
| Ariana Kukors (USA) | Kotuku Ngawati (AUS) | Hinkelien Schreuder (NED) |

## Resultados

### Eliminatórias
As eliminatórias ocorreram dia 16 de dezembro. Dezesseis atletas num total de 66 se classificaram  para a semifinal.
| Colocação | Bateria | Raia | Nome                            | Tempo   | Notas |
| --------- | ------- | ---- | ------------------------------- | ------- | ----- |
| 1         | 2       | 1    | Ariana Kukors (USA)             | 59.14   | Q, CR |
| 2         | 8       | 4    | Evelyn Verrasztó (HUN)          | 1:00.01 | Q     |
| 2         | 8       | 5    | Jane Trepp (EST)                | 1:00.01 | Q     |
| 4         | 9       | 3    | Theresa Michalak (GER)          | 1:00.14 | Q     |
| 5         | 8       | 2    | Hanna-Maria Seppälä (FIN)       | 1:00.15 | Q     |
| 6         | 8       | 3    | Sarah Sjöström (SWE)            | 1:00.33 | Q     |
| 7         | 9       | 4    | Hinkelien Schreuder (NED)       | 1:00.40 | Q     |
| 8         | 2       | 3    | Missy Franklin (USA)            | 1:00.46 | Q     |
| 9         | 8       | 6    | Liu Jing (CHN)                  | 1:00.57 | Q     |
| 10        | 9       | 6    | Kotuku Ngawati (AUS)            | 1:00.61 | Q     |
| 11        | 9       | 5    | Svetlana Khokhlova (BLR)        | 1:00.73 | Q     |
| 12        | 2       | 6    | Aleksandra Gerasimenya (BLR)    | 1:00.83 | Q     |
| 13        | 9       | 2    | Aleksandra Urbanczyk (POL)      | 1:01.08 | Q     |
| 14        | 7       | 6    | Francesca Segat (ITA)           | 1:01.12 | Q     |
| 15        | 8       | 7    | Ekaterina Andreeva (RUS)        | 1:01.13 | Q     |
| 16        | 7       | 4    | Katharina Stiberg (NOR)         | 1:01.37 | Q     |
| 17        | 8       | 1    | Julyana Kury (BRA)              | 1:01.55 |       |
| 18        | 7       | 7    | Daria Belyakina (RUS)           | 1:01.60 |       |
| 19        | 9       | 7    | Laura Letrari (ITA)             | 1:01.62 |       |
| 20        | 9       | 8    | Fabiola Molina (BRA)            | 1:01.66 |       |
| 21        | 7       | 8    | Sara Thydén (SWE)               | 1:01.86 |       |
| 22        | 6       | 4    | Hrafnhildur Lúthersdóttir (ISL) | 1:01.91 |       |
| 23        | 5       | 3    | Ragnheiður Ragnarsdóttir (ISL)  | 1:01.98 |       |
| 24        | 9       | 1    | Emilia Pikkarainen (FIN)        | 1:02.00 |       |
| 25        | 1       | 3    | Zhao Jing (CHN)                 | 1:02.05 |       |
| 26        | 6       | 5    | Lisa Zaiser (AUT)               | 1:02.22 |       |
| 27        | 2       | 2    | Leisel Jones (AUS)              | 1:02.33 |       |
| 28        | 7       | 1    | Mireia Belmonte García (ESP)    | 1:02.36 |       |
| 29        | 6       | 2    | Melanie Schweiger (SUI)         | 1:02.65 |       |
| 30        | 8       | 8    | Katarina Listopadova (SVK)      | 1:02.74 |       |
| 31        | 6       | 3    | Nina Sovinek (SLO)              | 1:02.87 |       |
| 32        | 7       | 3    | Alana Kathryn Dillette (BAH)    | 1:02.88 |       |
| 33        | 5       | 6    | Sara El Bekri (MAR)             | 1:02.98 |       |
| 33        | 6       | 7    | Amanda Loots (RSA)              | 1:02.98 |       |
| 35        | 6       | 6    | Burcu Dolunay (TUR)             | 1:03.16 |       |
| 36        | 5       | 4    | Katheryn Anne Meaklim (RSA)     | 1:03.19 |       |
| 37        | 6       | 1    | Sarra Lajnef (TUN)              | 1:03.20 |       |
| 38        | 5       | 5    | Caroline Reitshammer (AUT)      | 1:03.48 |       |
| 39        | 6       | 8    | Kong Yvette Man Yi (HKG)        | 1:03.80 |       |
| 40        | 7       | 2    | Cheng Wan-Jung (TPE)            | 1:03.83 |       |
| 41        | 3       | 7    | Alia Atkinson (JAM)             | 1:04.64 |       |
| 42        | 3       | 8    | Gizem Bozkurt (TUR)             | 1:05.10 |       |
| 43        | 4       | 5    | Lara Butler (CAY)               | 1:05.44 |       |
| 44        | 5       | 2    | Ma Cheok Mei (MAC)              | 1:05.80 |       |
| 45        | 3       | 1    | Eliana Barrios (VEN)            | 1:06.60 |       |
| 46        | 1       | 4    | Farida Osman (EGY)              | 1:07.52 |       |
| 47        | 4       | 3    | Karen Torrez (BOL)              | 1:07.57 | NR    |
| 48        | 5       | 8    | Magdalene Briedenhann (NAM)     | 1:08.10 |       |
| 49        | 5       | 1    | Micaela Cloete (NAM)            | 1:08.36 |       |
| 50        | 5       | 7    | Melinda Sue Micallef (MLT)      | 1:08.55 |       |
| 51        | 4       | 4    | Sara Hyajna (JOR)               | 1:09.99 |       |
| 52        | 4       | 2    | Tan Chi Yan (MAC)               | 1:10.46 |       |
| 53        | 4       | 6    | Davina Mangion (MLT)            | 1:10.55 |       |
| 54        | 4       | 7    | Dalia Torrez (NCA)              | 1:10.64 |       |
| 55        | 2       | 5    | Tieri Erasito (FIJ)             | 1:13.49 |       |
| 56        | 3       | 5    | Anum Bandey (PAK)               | 1:13.65 |       |
| 57        | 2       | 4    | Zonia Caravantes (GUA)          | 1:13.70 |       |
| 58        | 4       | 8    | Cheyenne Rova (FIJ)             | 1:13.83 |       |
| 59        | 4       | 1    | Estellah Fils Rabetsara (MAD)   | 1:13.96 |       |
| 60        | 3       | 3    | Anham Salyani (KEN)             | 1:15.07 |       |
| 61        | 3       | 2    | Rachael Tonjor (NGR)            | 1:15.60 |       |
| 62        | 3       | 4    | Sonia Cege (KEN)                | 1:17.76 |       |
| 63        | 3       | 6    | Ann-Marie Hepler (MHL)          | 1:20.56 |       |
| 64        | 1       | 5    | Britany van Lange (GUY)         | 1:20.98 |       |
| 65        | 2       | 7    | Grace Kimball (MNP)             | 1:21.40 |       |
| -         | 7       | 5    | Ingvild Snildal (NOR)           | DNS     |       |

### Semifinal
A semifinal  ocorreu dia 16 de dezembro. Oito competidores se classificaram para a final.
Semifinal 1
| Colocação | Raia | Nome                         | Tempo   | Notas |
| --------- | ---- | ---------------------------- | ------- | ----- |
| 1         | 2    | Kotuku Ngawati (AUS)         | 59.18   | Q     |
| 2         | 6    | Missy Franklin (USA)         | 59.67   | Q     |
| 3         | 4    | Evelyn Verrasztó (HUN)       | 59.86   | Q     |
| 4         | 5    | Theresa Michalak (GER)       | 59.87   | Q     |
| 5         | 1    | Francesca Segat (ITA)        | 1:00.44 |       |
| 6         | 7    | Aleksandra Gerasimenya (BLR) | 1:00.79 |       |
| 7         | 3    | Sarah Sjöström (SWE)         | 1:01.12 |       |
| 8         | 8    | Katharina Stiberg (NOR)      | 1:02.87 |       |

Semifinal 2
| Colocação | Raia | Nome                       | Tempo   | Notas |
| --------- | ---- | -------------------------- | ------- | ----- |
| 1         | 4    | Ariana Kukors (USA)        | 58.65   | Q, CR |
| 2         | 2    | Liu Jing (CHN)             | 59.36   | Q     |
| 3         | 6    | Hinkelien Schreuder (NED)  | 59.63   | Q     |
| 4         | 5    | Jane Trepp (EST)           | 59.77   | Q     |
| 5         | 3    | Hanna-Maria Seppälä (FIN)  | 1:00.49 |       |
| 6         | 1    | Aleksandra Urbanczyk (POL) | 1:00.85 |       |
| 7         | 7    | Svetlana Khokhlova (BLR)   | 1:00.96 |       |
| 8         | 8    | Ekaterina Andreeva (RUS)   | 1:01.86 |       |

### Final
A final teve sua disputa realizada em 17 de dezembro.
| Colocação         | Raia | Nome                      | Tempo   | Notas |
| ----------------- | ---- | ------------------------- | ------- | ----- |
| Medalha de ouro   | 4    | Ariana Kukors (USA)       | 58.95   |       |
| Medalha de prata  | 5    | Kotuku Ngawati (AUS)      | 59.27   |       |
| Medalha de bronze | 3    | Hinkelien Schreuder (NED) | 59.53   |       |
| 4                 | 2    | Jane Trepp (EST)          | 59.85   |       |
| 5                 | 1    | Theresa Michalak (GER)    | 59.97   |       |
| 6                 | 7    | Evelyn Verrasztó (HUN)    | 1:00.19 |       |
| 7                 | 6    | Missy Franklin (USA)      | 1:00.75 |       |
| 8                 | 8    | Francesca Segat (ITA)     | 1:01.29 |       |

Legenda
| Recorde mundial       | Recorde mundial (World record)               |                       | Recorde africano                      | Recorde africano (African) |                                           | Q | Classificado por posição (Qualified) |
| Recorde do campeonato | Recorde do campeonato (Championship record)  | Recorde da América    | Recorde da América (Americas)         | q                          | Classificado por melhor tempo (Qualified) |   |                                      |
| Melhor marca do ano   | Melhor marca do ano (World leading)          | Recorde asiático      | Recorde asiático (Asian)              | DNS                        | Não largou (Did not start)                |   |                                      |
| Recorde nacional      | Recorde nacional (National record)           | Recorde europeu       | Recorde europeu (European)            | DNF                        | Não terminou (Did not finish)             |   |                                      |
| Recorde pessoal       | Recorde pessoal do atleta (Personal best)    | Recorde da Oceania    | Recorde da Oceania (Oceania)          | DSQ / DQ                   | Desclassificado (Disqualified)            |   |                                      |
| Recorde da temporada  | Recorde da temporada do atleta (Season best) | Recorde sul-americano | Recorde sul-americano (South America) | NM                         | Sem marca (No mark)                       |   |                                      |